# Laubieriopsis brevis
Laubieriopsis brevis är en ringmaskart som först beskrevs av Hartman 1967.  Laubieriopsis brevis ingår i släktet Laubieriopsis och familjen Fauveliopsidae.
Artens utbredningsområde är havet kring Nya Zeeland. Inga underarter finns listade i Catalogue of Life.